# 上小山田町 (多摩市)
上小山田町（かみおやまだまち）は、東京都多摩市の旧地名。1973年（昭和48年）12月1日に東京都町田市上小山田町より分離編入され、 1993年（平成5年）9月11日 の唐木田二、三丁目の成立をもって消滅した。町田市上小山田町及び、編入前の詳細については上小山田町 (町田市)を参照のこと。

## 地理
1973年に多摩市に編入されるまでは、町田市上小山田町の一部であった。編入後は多摩市上小山田町となった。

## 歴史
1973年（昭和48年）12月1日に町田市と多摩市は多摩ニュータウン区域界を境に境界変更。この時、町田市小野路町、上小山田町および下小山田町の一部が多摩市に編入され、また多摩市落合の一部が町田市に編入となった。多摩市に編入になった上小山田町の一部は、多摩市上小山田町となる。その後の町名整理で姿を消した。
- 1993年（平成5年）9月11日 上小山田町全域を唐木田二、三丁目に変更。